# Benjamin Ritchie
Benjamin Ritchie (ur. 5 września 2000 w Waitsfield) – amerykański narciarz alpejski, trzykrotny medalista mistrzostw świata juniorów.

## Kariera
Po raz pierwszy na arenie międzynarodowej pojawił się 18 sierpnia 2016 roku w Treble Cone, gdzie w zawodach FIS nie zakwalifikował się do pierwszego przejazdu w slalomie. W 2019 roku wystartował na mistrzostwach świata juniorów w Val di Fassa, zdobywając srebrny medal w slalomie. Zajął tam także drugie miejsce w rywalizacji drużynowej. Ponadto podczas mistrzostw świata juniorów w Bansku dwa lata później wywalczył złoty medal w slalomie.
W zawodach Pucharu Świata zadebiutował 20 stycznia 2019 roku w Wengen, gdzie nie zakwalifikował się do pierwszego przejazdu slalomu. Pierwsze pucharowe punkty wywalczył nieco ponad trzy lata później, 25 stycznia 2022 roku w Schladming, zajmując 23. miejsce w tej samej konkurencji.
Na mistrzostwach świata w Cortina d’Ampezzo w 2021 roku zajął trzynaste miejsce w slalomie.

## Osiągnięcia

### Mistrzostwa świata
| Miejsce | Dzień     | Rok  | Miejscowość       | Konkurencja | Czas biegu | Strata | Zwycięzca              |
| ------- | --------- | ---- | ----------------- | ----------- | ---------- | ------ | ---------------------- |
| 13.     | 21 lutego | 2021 | Cortina d’Ampezzo | Slalom      | 1:46,48    | +2,75  | Sebastian Foss Solevåg |

### Mistrzostwa świata juniorów
| Miejsce | Dzień     | Rok  | Miejscowość  | Konkurencja | Czas biegu | Strata | Zwycięzca       |
| ------- | --------- | ---- | ------------ | ----------- | ---------- | ------ | --------------- |
| 2.      | 22 lutego | 2019 | Val di Fassa | Drużynowo   | -          | -      | Francja         |
| 2.      | 26 lutego | 2019 | Val di Fassa | Slalom      | 1:46,52    | +1,38  | Alex Vinatzer   |
| 22.     | 4 marca   | 2021 | Bansko       | Gigant      | 1:45,33    | +4,08  | Lukas Feurstein |
| 1.      | 5 marca   | 2021 | Bansko       | Slalom      | 1:40,36    | -      | -               |

### Puchar Świata

#### Miejsca w klasyfikacji generalnej
- sezon 2018/2019: -
- sezon 2019/2020: -
- sezon 2020/2021: -
- sezon 2021/2022: 122.

#### Miejsca na podium w zawodach
Ritchie nie stanął na podium indywidualnych zawodów PŚ.